# Thảo Nguyên
Thảo Nguyên là một phường thuộc thị xã Mộc Châu, tỉnh Sơn La, Việt Nam.

## Địa lý
Phường Thảo Nguyên có vị trí địa lý:
- Phía đông giáp xã Chiềng Chung
- Phía tây giáp phường Mộc Sơn
- Phía nam giáp phường Bình Minh và phường Vân Sơn
- Phía bắc giáp phường Cờ Đỏ và xã Chiềng Hắc.

Phường Thảo Nguyên có diện tích 17,02 km², dân số năm 2023 là 14.803 người, mật độ dân số đạt 869 người/km².

## Hành chính
Phường Thảo Nguyên được chia thành 12 tổ dân phố: 3/2, 19/5, 19/8, 26/7, 40, Bệnh Viện, Bình Nguyên, Chè Đen I, Chè Đen II, Khí Tượng, Nhà Nghỉ, Trung Nguyên.

## Lịch sử
Ngày 14 tháng 11 năm 2024, Ủy ban Thường vụ Quốc hội ban hành Nghị quyết số 1280/NQ-UBTVQH15 về việc sắp xếp đơn vị hành chính cấp huyện, cấp xã của tỉnh Sơn La giai đoạn 2023 – 2025 (nghị quyết có hiệu lực từ ngày 1 tháng 2 năm 2025). Theo đó, thành lập phường Thảo Nguyên thuộc thị xã Mộc Châu trên cơ sở 17,02 km² diện tích tự nhiên và quy mô dân số là 14.803 người của thị trấn Nông trường Mộc Châu.
Ngày 20 tháng 1 năm 2025, UBND tỉnh Sơn La ban hành Quyết định số 163/QĐ-UBND về việc:
- Chuyển tiểu khu 3/2 thành tổ dân phố 3/2.
- Chuyển tiểu khu 19/5 thành tổ dân phố 19/5.
- Chuyển tiểu khu 19/8 thành tổ dân phố 19/8.
- Chuyển tiểu khu 26/7 thành tổ dân phố 26/7.
- Chuyển tiểu khu 40 thành tổ dân phố 40.
- Chuyển tiểu khu Chè Đen I thành tổ dân phố Chè Đen I.
- Chuyển tiểu khu Chè Đen II thành tổ dân phố Chè Đen II.
- Chuyển tiểu khu Bệnh Viện thành tổ dân phố Bình Nguyên.
- Chuyển tiểu khu Khí Tượng thành tổ dân phố Khí Tượng.
- Chuyển tiểu khu Cấp 3 thành tổ dân phố Minh Châu.
- Chuyển tiểu khu Nhà Nghỉ thành tổ dân phố Nhà Nghỉ.
- Chuyển tiểu khu Cơ Quan thành tổ dân phố Trung Nguyên.